# Samuel Lover
Samuel Lover (Dublino, 24 febbraio 1797 – 6 luglio 1868) è stato un compositore, scrittore e artista irlandese di miniature.

## Biografia
Nato al numero 60 di Grafton Street, da giovane frequentò la scuola Samuel Whyte al numero 79 della stessa strada, dove attualmente è situata una caffetteria della ditta Bewley's. Nel 1830 divenne segretario della Royal Hibernian Academy, e si trasferì al numero 9 di D'Olier Street.
Infine si trasferì a Londra, dove ottenne la residenza permanente.

## Carriera
Lover produsse un certo numero di canzoni irlandesi, tra le quali le più ricordate sono The Angel's Whisper, Molly Bawn e The Four-leaved Shamrock. Ha scritto alcuni romanzi, tra i quali Rory O'More (derivato da una ballata) e Handy Andy, e dei brevi sketch irlandesi, che insieme alle sue canzoni sono andati a formare una popolare forma di divertimento chiamata Irish Nights. Contemporaneo di Dickens, insieme a lui fondò il Bentley's Magazine.
Il nipote di Lover era Victor Herbert, rinomato compositore, le cui operette hanno più volte debuttato a Broadway.
Un memoriale situato nella Cattedrale di San Patrizio di Dublino riassume così i suoi conseguimenti: Poeta, pittore, romanziere e compositore che, nell'esercizio di un genio tanto raffinato nella sua versatilità e nella sua forza, con la sua penna e matita ha illustrato così felicemente le caratteristiche della contadinanza del suo paese che il suo nome sarà sempre onorevolmente identificato con l'Irlanda.

## Cinema
Il cinema ha attinto sporadicamente dall'opera di Lover. Nel 1911, la Kalem Company produsse il film Rory O'More, girato in Irlanda, nella contea di Kerry, tratto dal romanzo omonimo dello scrittore dublinese.
Nel 1921, nel Regno Unito uscì il film Handy Andy, diretto da Bert Wynne, adattamento di un altro suo romanzo.